# Sommervieu
Sommervieu è un comune francese di 1 112 abitanti situato nel dipartimento del Calvados nella regione della Normandia.

## Società

### Evoluzione demografica
Abitanti censiti